# Asphodelus macrocarpus
Asphodelus macrocarpus är en grästrädsväxtart som beskrevs av Filippo Parlatore. Asphodelus macrocarpus ingår i släktet afodiller, och familjen grästrädsväxter.

## Underarter
Arten delas in i följande underarter:
- A. m. macrocarpus
- A. m. rubescens
- A. m. arrondeaui

## Bildgalleri

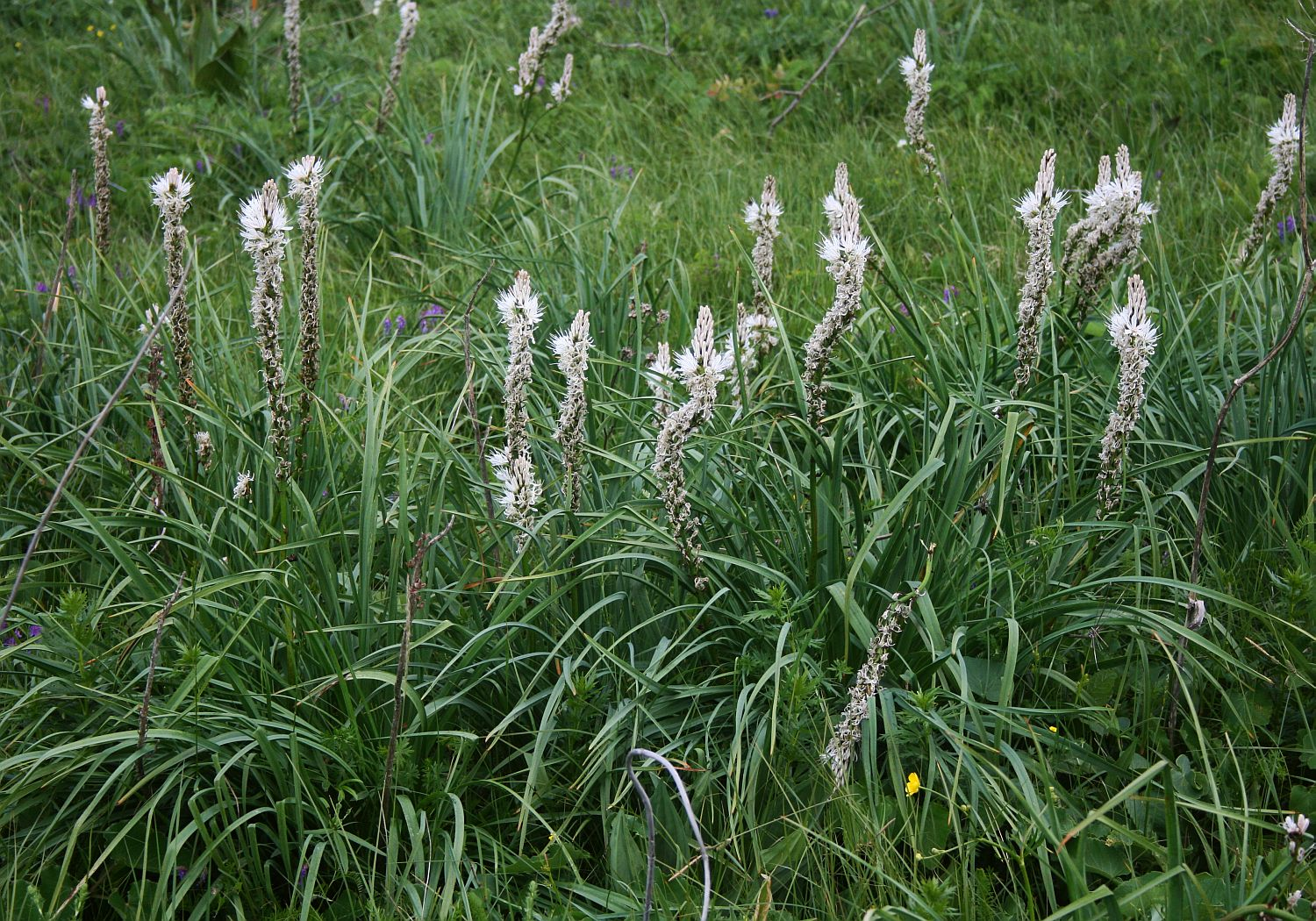
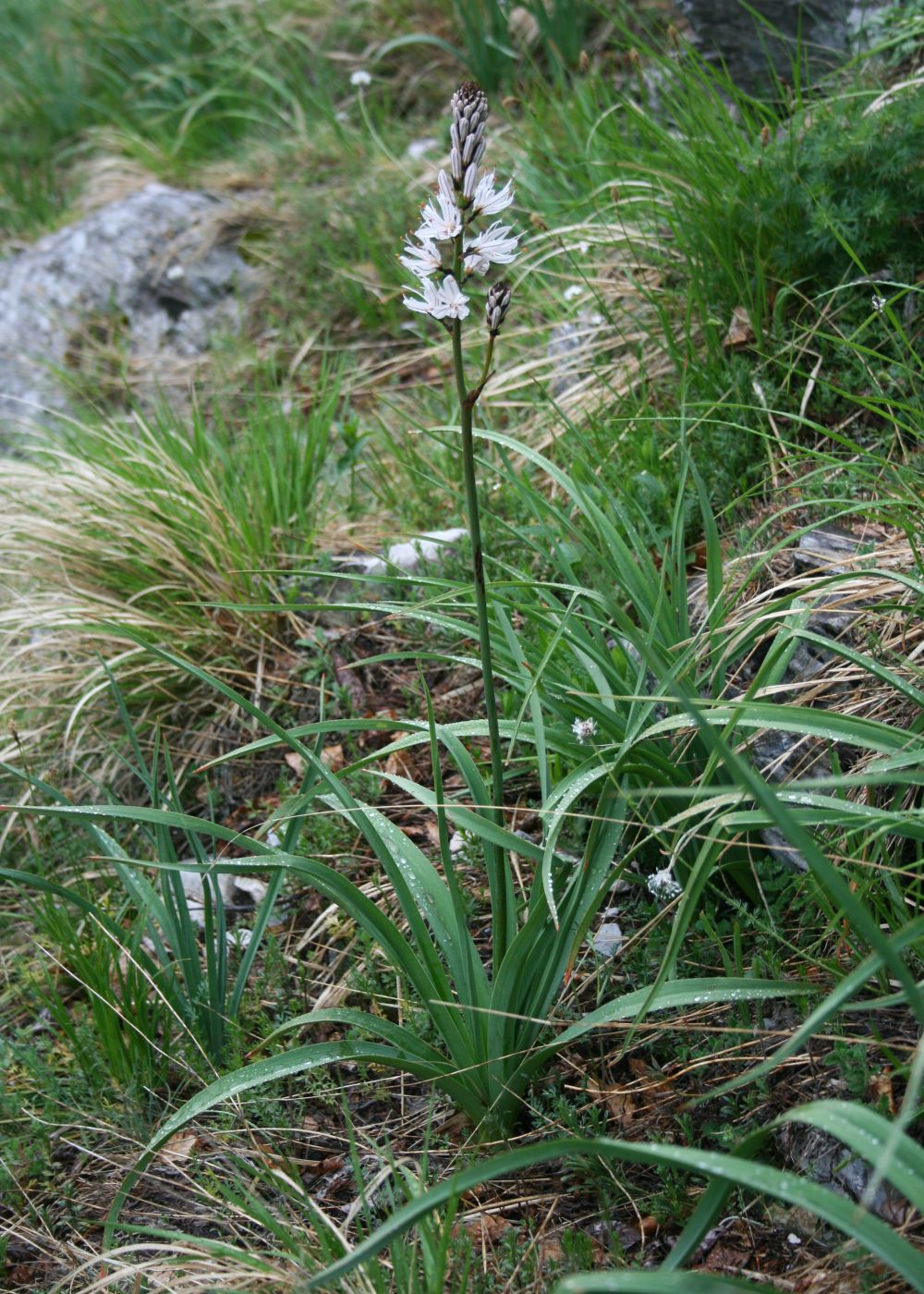
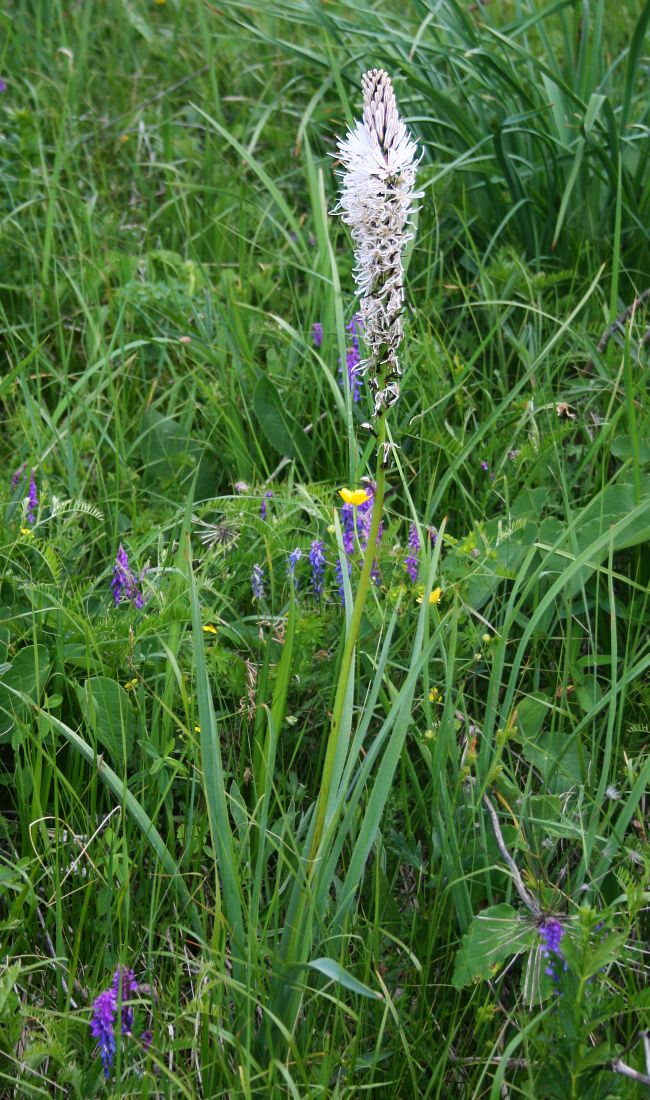
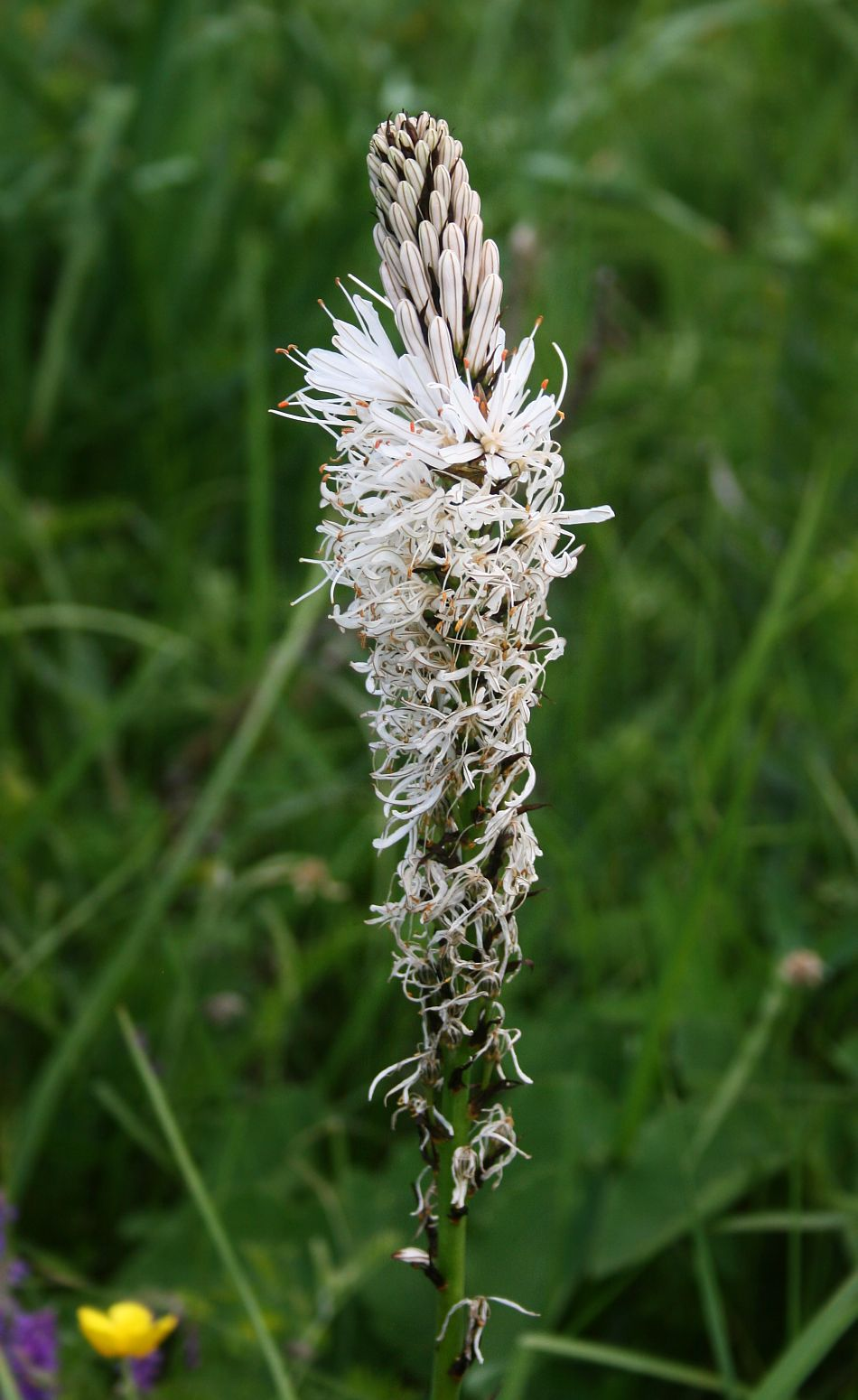
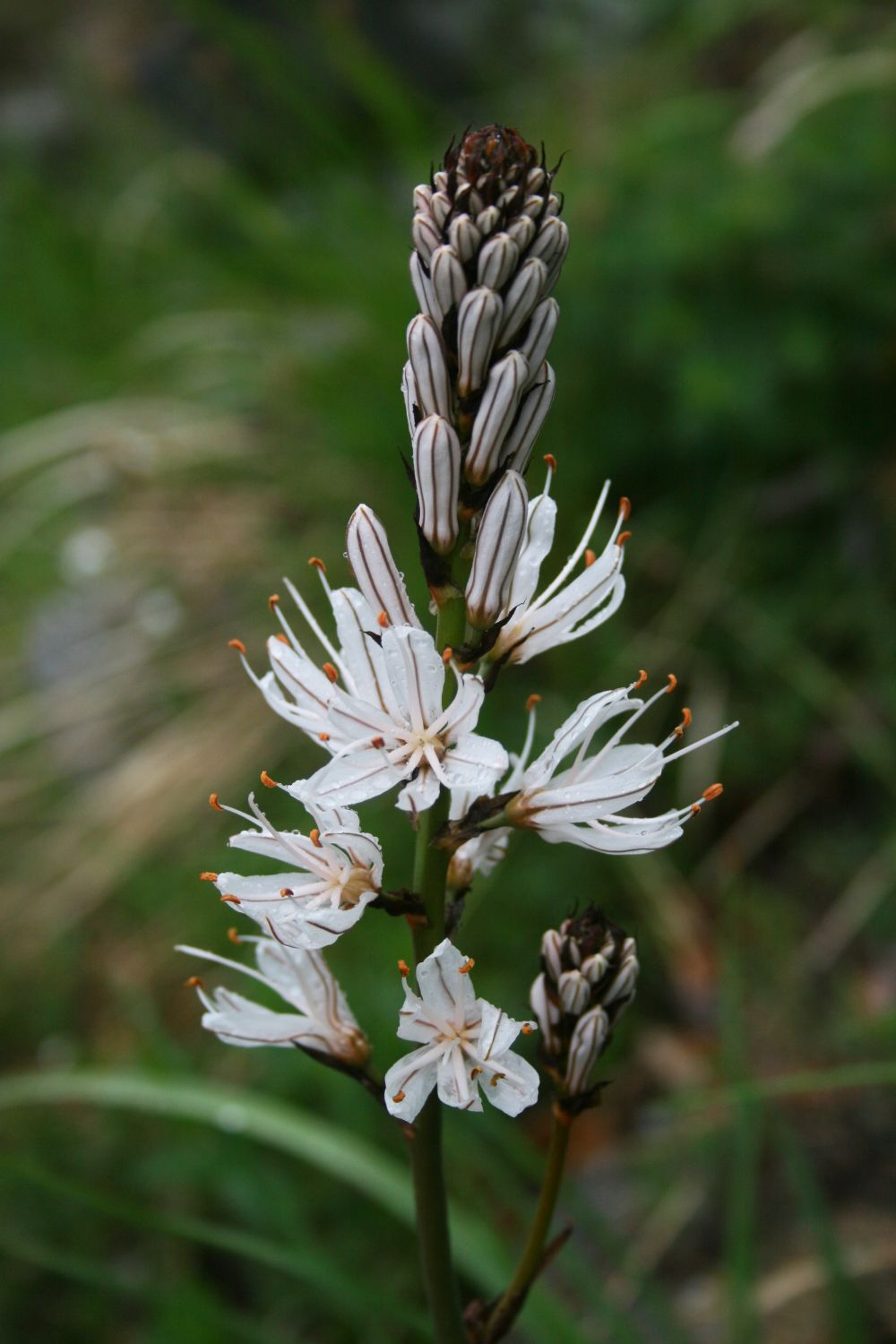
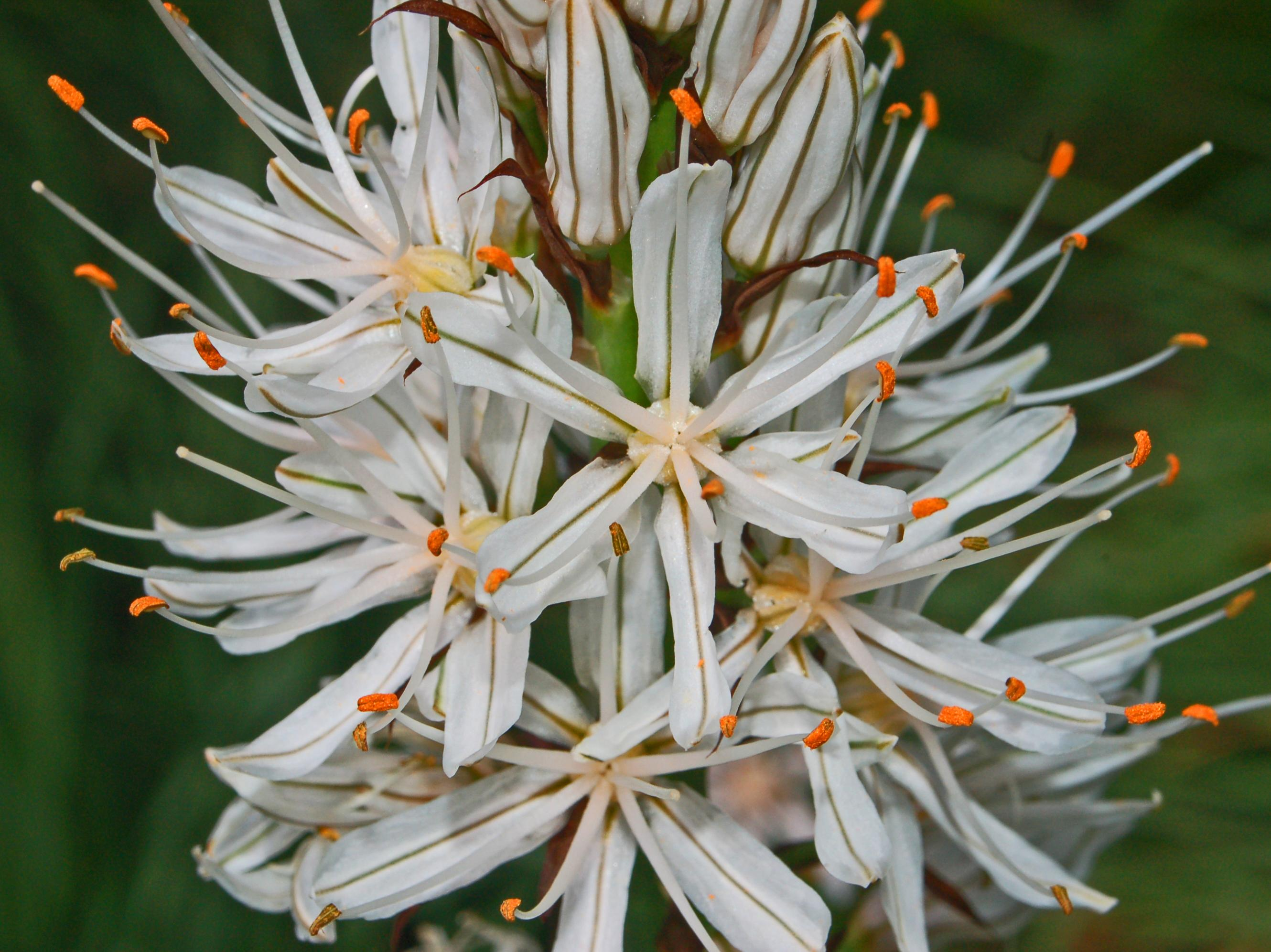